# Fafe (Freguesia)
Fafe ist ein Ort und eine Gemeinde (Freguesia) im Norden Portugals. Es ist die eigentliche Ortsgemeinde der Stadt (Cidade) Fafe.

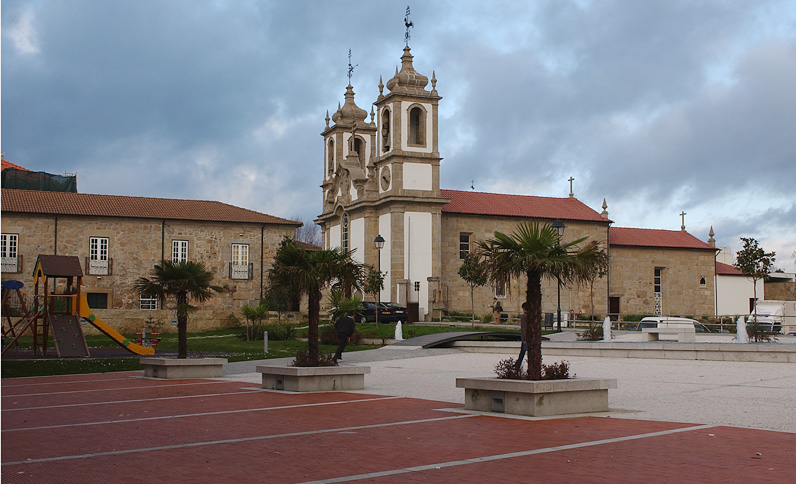
Pfarrkirche von Fafe

Die Gemeinde Fafe gehört zum Kreis (Concelho) Fafe im Distrikt Braga. Die Gemeinde hat eine Fläche von 7,97 km² und 15456 Einwohner (Stand 2022).